# Žuljana
Žuljana is een plaats in de gemeente Ston in de Kroatische provincie Dubrovnik-Neretva. De plaats telt 218 inwoners (2001).